# Боккільєро
Боккільє́ро (італ. Bocchigliero, сиц. Bucchiglieri) — муніципалітет в Італії, у регіоні Калабрія, провінція Козенца.
Боккільєро розташоване на відстані близько 460 км на південний схід від Рима, 60 км на північ від Катандзаро, 45 км на схід від Козенци.
Населення — 1360 осіб (2014).
Щорічний фестиваль відбувається 21 серпня. Покровитель — святий Миколай.

## Демографія
Населення за роками:

Станом на 1 січня 2023 року в муніципалітеті офіційно проживали 74 іноземці з 15 країн, серед них 22 громадяни країн Євросоюзу та 2 громадяни України.

## Сусідні муніципалітети
- Кампана
- Лонгобукко
- П'єтрапаола
- Сан-Джованні-ін-Фйоре
- Савеллі